# Harold Chestnut
Harold (Hal) Chestnut (Albany (Nova Iorque), 25 de novembro de 1917 — Schenectady, 29 de agosto de 2001) foi um engenheiro elétrico estadunidense.
Contribuiu para a desenvolvimento dos campos da teoria de controle e engenharia de sistemas.

## Publicações selecionadas
- 1951. Servomechanisms and Regulating Systems Design. Vol. 1, with R.W. Mayer, Wiley.
- 1955. Servomechanisms and Regulating Systems Design. Vol. 2, with R.W. Mayer, Wiley.
- 1965. Systems Engineering Tools. Wiley.
- 1967. Systems Engineering Methods. Wiley.

Artigos:
- 1970. "Information requirements for systems understanding". In: IEEE Trans. Syst. Sci. Cybern.. Vol. SSC-6. pp. 3–12, Jan. 1970.